# Ovoce Ducha svatého

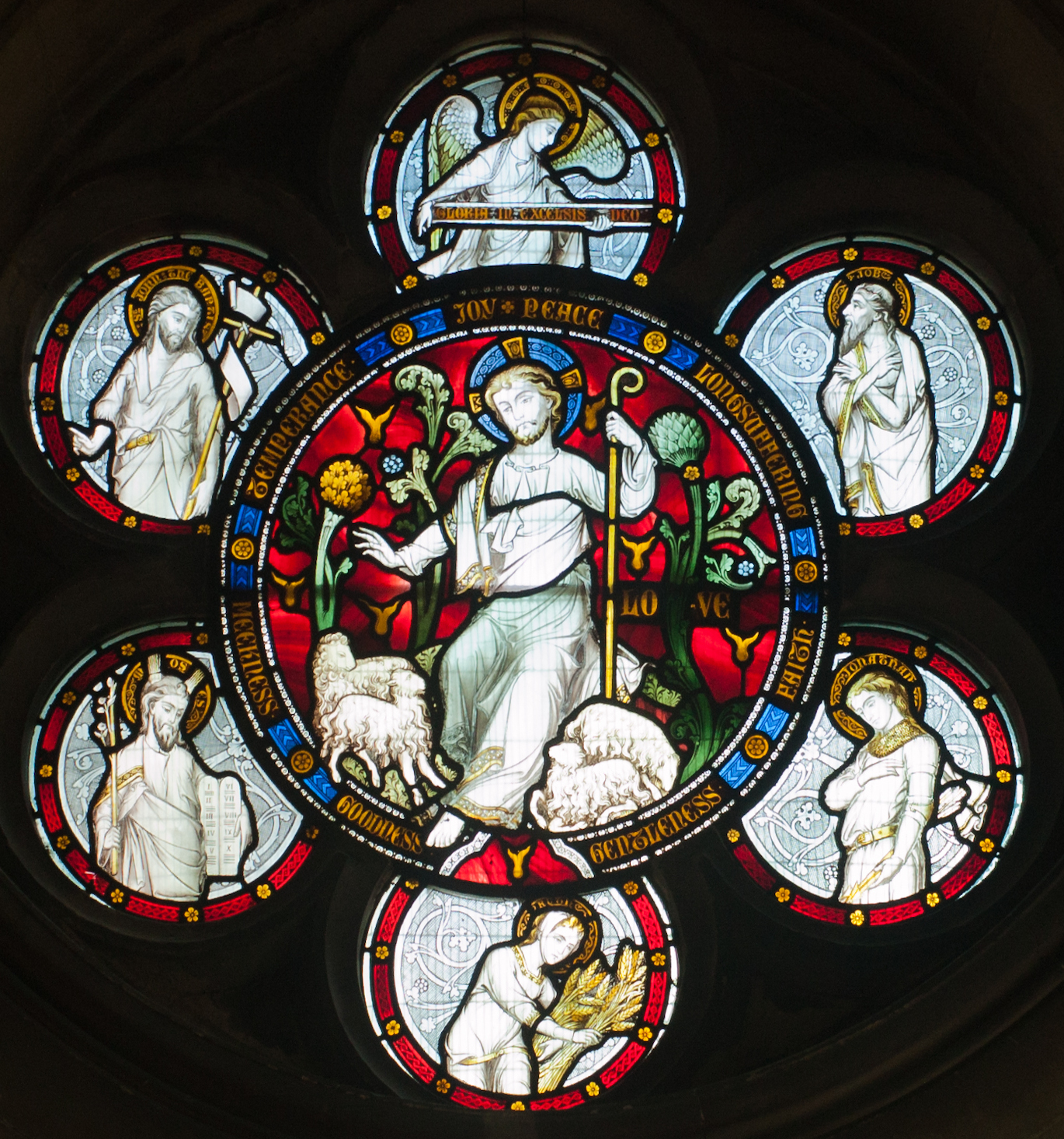
Vitráž v Kristově církevní katedrále v Dublinu, znázorňující ovoce ducha svatého.

Ovoce Ducha Svatého označuje v křesťanském pojetí základní ctnosti, které dosáhne člověk, který se vydá Bohu. Pavel je zmiňuje v listu Galatským 5,22: "Ovoce Božího Ducha však je láska, radost, pokoj, trpělivost, laskavost, dobrota, věrnost, tichost a sebeovládání." (ČEP) v kontrastu se skutky lidské svévole - v duchu Adamova dědičného hříchu tedy Pavel vysloveně píše, že lidská přirozenost vede ke špatnostem a proti Bohu a křesťanským ctnostem (proto ovoci - výsledku práce) se člověk musí učit. Do podobného kontextu je zasazen i například původ přísloví "Strom se pozná po ovoci.", poprvé ho použil Ježíš v Mt 19, 20.
Ovoce Ducha Svatého se odlišuje od darů Ducha svatého. Dary v křesťanské teologii vycházejí z několika míst Nového Zákona, kde apoštolové zdůrazňují využití "hřiven" - obdarování a talentů každého jednotlivce. Jak Petr, tak Pavel zde zmiňují dar slova (kázání) a dar služby (druhým). V moderním pojetí křesťanství se pojem rozšířil i na mystické zážitky (např. glosolálie) nebo všeobecně nadání.